# Сара Шепард
Сара Шепард (англ. Sara Shepard; нар. 8 квітня 1977) — американська письменниця. Найбільш відома серією романів «Милі ошуканки» (англ. «Pretty Little Liars»).

## Життєпис
Народилася в місті Даунінгтаун (штат Пенсільванія, США). Батько, Боб Шепард, був американцем, а мати, Мінді Шепард, була канадкою. Виросла разом із сестрою Елісон, з якою працювали над створюванням багатьох художніх і літературних проєктів.
Закінчила середню школу в Даунінгтауні в 1995 році. Пізніше вступила до Нью-Йоркського університету, де завершила навчання у 1999 році та у Бруклінському коледжі в 2004 році. Після навчання переїхала до Філадельфії (штат Пенсильванія, США), де проживала зі своїм чоловіком та собаками. 
Ще з дитинства Сара Шепард мала великий перелік професій: зірка телесеріалів, дизайнерка конструкторів LEGO або редакторка модних читацьких видань, але все ж зупинилася на професії письменниці.

## Творчість
|  | «Я писала, відколи пам'ятаю себе. Звичайно, кожна людина зберігає якийсь секрет. Маленький або великий. Але тим не менш кожен бажає, щоб він ніколи не був розкритий. Писати ці книги було великою розвагою для мене і, по правді кажучи, я не могла зупинитися» |

Свій першій твір Сара написала про доброзичливих жовтих істот і доповнила все ілюстраціями. Наступна розповідь була про верблюда Ллойда, у якого було п'ять ніг. 
Першою книгою, що видала авторка, став роман «Всі речі, які ми не говорили» (англ. «All the Things We Didn't Say»), опублікований у Великій Британії. Після цього були написані серії книг, наприклад найпопулярніша «Милі ошуканки», книгу, яка ґрунтується на досвіді письменниці під час прожиття у Філадельфії.

## Телеадаптації
Найпопулярніші книги Шепард «Лежача гра» та «Милі ошуканки» були показані в телесеріалі ABC Family. За книгою «Милі ошуканки» вийшло п'ять випусків, а випуски «Лежачої гри» припинилися одразу після другого, який показали у березні 2013 року. У ньому знялися дві головні героїні Емма Беккер і Саттон Мерсер.

## Книги
* Серія книг «Милі ошуканки» (анг. «Pretty Little Liars Books»):
- «Милі ошуканки» (2006);
- «Бездоганна» (2007);
- «Ідеальний» (2007) ;
- «Неймовірно» (2008);
- «Злий» (2008) ;
- «Вбивця» (2009);
- «Безсердечний» (2010);
- «Потрібно» (2010);
- «Співучасниця» (2011);
- «Безжалісний» (2011);
- «Досить маленькі секрети» (2012);
- «Приголомшливі» (2012);
- «Спалили» (2012);
- «Подрібнений» (2013);
- «Смертельний» (2013);
- «Токсичні» (2014).

* Серія книг «Гра в брехню» (англ."Lying Game"):
- «Лежача гра» (2011);
- «Ніколи не коли-небудь» (2011);
- «Дві істини і брехня» (2012);
- «Хованки» (2012);
- «Перша брехня» (2012);
- «Хрест моє серце, надія на смерть» (2013);
- «Правдива брехня» (2013);
- «Сім хвилин на небесах»2 (2013).

* Книга «Спадкоємці» (англ. «The Heiresses») 2014
* Серія книг «Перфекціоністки» (англ."Perfectionists"):
- «Перфекціоністи» (2014);
- «Добрі дівчата» (2015).

* Аматорські книги:
- «Любителі» (2016);
- «Слідуй за мною» (2017);
- «Востаннє бачились» (2018).

* Романи:
- «Всі речі, які ми не говорили» (2009);
- «Все, що ми хотіли» (2010);
- «Візили» (2010);
- «Еліза» (2018);

* Збірки оповідань:
- «Знайомство з милою» (2018).